# Sebastian Korda
Sebastian Korda (n. 5 iulie 2000) este un jucător american de tenis. Cea mai bună clasare a sa la simplu este locul 25 mondial, la 26 iunie 2023. A câștigat un turneu ATP de simplu, Emilia-Romagna Open 2021. De asemenea, a câștigat titlul de juniori la Australian Open 2018, la 20 de ani după ce tatăl său, Petr Korda, a câștigat titlul de seniori la Australian Open.

## Viața privată
Sebastian Korda este fiul a doi jucători cehi de tenis, fostul număr doi mondial masculin Petr Korda și fosta jucătoare de top 30 feminin Regina Rajchrtová. Tatăl său a fost campion la Australian Open și finalist la French Open, atât la simplu, cât și la dublu. Surorile mai mari ale lui Sebastian, Jessica și Nelly, sunt ambele profesioniste de golf LPGA. Korda a crescut jucând hochei pe gheață pentru juniori de la vârsta de 3 ani, dar a decis să treacă la tenis la vârsta de 9 ani, după ce și-a însoțit tatăl la US Open 2009. La vârsta de 11 ani, a câștigat un turneu de golf la Praga, în care a concurat și sora lui Nelly.

## Cariera profesională

### 2022: Debut Australian Open și turnee Masters, top 30
În debutul său la Australian Open, el a înregistrat prima sa victorie învingându-l pe favoritul nr. 12 Cameron Norrie. A continuat să-l învingă pe Corentin Moutet în runda a doua într-un meci strâns de cinci seturi cu un super tiebreak în al cincilea set pentru a ajunge pentru prima dată în runda a doua la acest Major. 
Korda a intrat la Indian Wells Masters 2022 în martie. După ce l-a învins pe Thanasi Kokkinakis în prima rundă, Korda s-a confruntat cu Rafael Nadal în a doua și, în ciuda faptului că a condus cu 5–2 în setul final, a pierdut în tiebreak. La Miami Open 2022, Korda i-a învins pe Alejandro Davidovici Fokina și Albert Ramos Viñolas în primele două runde înainte de a fi eliminat de Miomir Kecmanović în runda a treia.
La Monte-Carlo Masters 2022, el l-a învins pe recentul campion de la Miami Open, Carlos Alcaraz, pentru cea mai mare victorie a sezonului său, ajungând în runda a treia. A ajuns în semifinale la Estoril Open din 2022, învingând numărul 10 mondial Félix Auger-Aliassime, pentru a treia victorie în top-10. Drept urmare, a ajuns în top 30 în clasament, la 2 mai 2022.
La US Open 2022, el a ajuns pentru prima dată în runda a doua la acest major după ce l-a învins pe Facundo Bagnis înainte de a pierde într-o partidă de cinci seturi, integral americană cu Tommy Paul.
La Gijón Open din 2022, a ajuns în a treia finală a carierei, învingând pe drum pe favoritul nr. 3 Roberto Bautista Agut, Andy Murray în sferturi și Arthur Rinderknech în semifinale. El a pierdut în fața lui Andrei Rubliov în seturi consecutive. A urmat o a patra finală la European Open 2022 de la Anvers, învingându-l pe Dominic Thiem înainte de a pierde în fața favoritului nr. 2 Félix Auger-Aliassime.

### 2023: Primul sfert de finală major, top 25
El a ajuns la a cincea finală ATP la Adelaide International 1 din 2023, unde a pierdut în trei seturi în fața lui Novak Djokovic, după ce a avut punct de meci.
A avansat în sferturile de finală ale unui Grand Slam pentru prima dată în cariera sa la Australian Open 2023, învingând pe favoritul nr. 10 Hubert Hurkacz în cinci seturi.

## Statistici carieră

### Participare la turnee de Grand Slam
| C | F | SF | QF | #R | RR | Q# | P# | DNQ | A | Z# | PO | Au | Ag | Br | NMS | P | NH |

### Simplu
Actualizat după French Open 2023.
| Turneu                 | 2018 | 2019 | 2020 | 2021  | 2022  | 2023 | SR                | C–P               | Victorii %        |
| ---------------------- | ---- | ---- | ---- | ----- | ----- | ---- | ----------------- | ----------------- | ----------------- |
| Turnee de Grand Slam   |      |      |      |       |       |      |                   |                   |                   |
| Australian Open        | A    | Q1   | A    | A     | 3R    | QF   | 0 / 2             | 6–2               | 75%               |
| French Open            | A    | A    | 4R   | 1R    | 3R    | 2R   | 0 / 4             | 6–4               | 60%               |
| Wimbledon              | A    | A    | NH   | 4R    | A     |      | 0 / 1             | 3–1               | 75%               |
| US Open                | Q2   | Q1   | 1R   | 1R    | 2R    |      | 0 / 3             | 1–3               | 25%               |
| Câștigat–pierdut       | 0–0  | 0–0  | 3–2  | 3–3   | 5–3   | 5–2  | 0 / 10            | 16–10             | 62%               |
| Reprezentări naționale |      |      |      |       |       |      |                   |                   |                   |
| Cupa Davis             | A    | A    | A    | A     | QF    |      | 0 / 1             | 1–0               | 100%              |
| ATP Tour Masters 1000  |      |      |      |       |       |      |                   |                   |                   |
| Indian Wells Masters   | Q1   | A    | NH   | 2R    | 2R    | A    | 0 / 2             | 1–2               | 33%               |
| Miami Open             | A    | A    | NH   | QF    | 3R    | A    | 0 / 2             | 6–2               | 75%               |
| Monte-Carlo Masters    | A    | A    | NH   | A     | 3R    | A    | 0 / 1             | 2–1               | 67%               |
| Madrid Open            | A    | A    | NH   | Q1    | 2R    | 2R   | 0 / 2             | 1–2               | 33%               |
| Italian Open           | A    | A    | A    | A     | 1R    | 2R   | 0 / 2             | 0–2               | 0%                |
| Canadian Open          | A    | A    | NH   | A     | A     |      | 0 / 0             | 0–0               | –                 |
| Cincinnati Masters     | A    | Q1   | 1R   | 2R    | 3R    |      | 0 / 3             | 3–3               | 50%               |
| Shanghai Masters       | A    | A    | NH   | NH    | NH    |      | 0 / 0             | 0–0               | –                 |
| Paris Masters          | A    | A    | A    | 3R    | 1R    |      | 0 / 2             | 2–2               | 50%               |
| Câștigat–pierdut       | 0–0  | 0–0  | 0–1  | 7–4   | 8–7   | 0–2  | 0 / 14            | 15–14             | 52%               |
| Statistici carieră     |      |      |      |       |       |      |                   |                   |                   |
| Turnee                 | 1    | 0    | 3    | 18    | 22    | 5    | Total carieră: 49 | Total carieră: 49 | Total carieră: 49 |
| Titluri                | 0    | 0    | 0    | 1     | 0     | 0    | Total carieră: 1  | Total carieră: 1  | Total carieră: 1  |
| Finale                 | 0    | 0    | 0    | 2     | 2     | 1    | Total carieră: 5  | Total carieră: 5  | Total carieră: 5  |
| Câștigat–pierdut       | 0–1  | 0–0  | 3–3  | 31–18 | 34–22 | 8–2  | 1 / 46            | 76–46             | 62%               |
| Clasament sf. anului   | 524  | 249  | 118  | 41    | 33    |      | 2.732.387 $       | 2.732.387 $       | 2.732.387 $       |